# 윈도우 비스타 시작 프로세스
윈도우 비스타 시작 프로세스(Windows Vista startup process)는 마이크로소프트 윈도우 비스타, 윈도우 서버 2008, 윈도우 7, 윈도우 서버 2008 R2 운영 체제가 초기화하는 프로세스이다. 기존의 NT커널과 다르다. 부트섹터에서 Bootmgr를 로드한다.

## 윈도우 시동 관리자
윈도우 시동 관리자(BOOTMGR)는 BCD를 읽고, 운영 체제를 선택할 수 있게 표시한다.

## 시동 구성 데이터
시동 구성 데이터(Boot Configuration Data), 곧 BCD는 NTLDR의 boot.ini를 대신한다.
시동 구성 데이터는 명령 줄 도구(bcdedit.exe), 레지스트리 편집기 이용 (regedit.exe), 윈도우 관리 도구 이용, 또 그 외의 서드 파티 도구 이용(EasyBCD, BOOTICE,, Visual BCD 편집기)을 통해 변경할 수 있다.

## winload.exe
winload.exe는 운영 체제 부트 로더이다. 윈도우 시동 관리자가 실행하여 운영 체제 커널(ntoskrnl.exe)와 (시동 계열의) 장치 드라이버를 불러오게 하며 초기 버전의 윈도우 NT 계열 운영체제에서 NTLDR과 동등한 기능을 할 수 있게 한다.
파일 이름 winload.exe는 또한 스파이웨어 프로그램, PC Tattletale에 의해 사용되기도 한다. 이 프로그램은 윈도우 비스타 시작 프로세스나 마이크로소프트 프로그램 winload.exe와 관계가 없다.

## 같이 보기
- 윈도우 NT 시작 프로세스
- 리눅스 시작 프로세스